# Heinrich Landis (Unternehmer, 1879)
Heinrich Landis junior (* 11. April 1879 in Richterswil; † 17. Januar 1922 in Zuoz) war ein Schweizer Elektrotechniker.
Der Sohn des Politikers Heinrich Landis und der Rosine, geb. Honegger, besuchte die Kantonsschule in Zürich, studierte Elektrotechnik am Polytechnikum in Zürich und an der Technischen Hochschule Charlottenburg und arbeitete einige Jahre als Elektroingenieur in der Maschinenfabrik Oerlikon.
Er heiratete Sara Fierz, die Tochter des Kaufmanns Karl Fierz.
1903 trat er als Teilhaber in die Elektrizitätszählerfabrik Theiler & Co. in Zug ein, die er 1904 übernahm und ab 1905 mit seinem Studienfreund Karl Heinrich Gyr unter dem Namen Landis+Gyr zu grossem Erfolg führte. Ab 1911 arbeitete hier auch sein Schulkollege Fritz Schmuziger. Ab 1914, nach Umwandlung in eine Aktiengesellschaft war er Vizepräsident des Verwaltungsrates, zog sich jedoch zwei Jahre später aus gesundheitlichen Gründen aus der Geschäftsleitung zurück. Er war ferner im Verwaltungsrat unter anderem bei den Spinnereien Baar und Uznaberg.